# 南山邨
南山邨（英語：Nam Shan Estate）是香港的一個公共屋邨，位於石硤尾和又一村之間，又稱大坑東，在香港城市大學、石硤尾公園、大坑東邨及大坑西邨附近。屋邨建於1977年，佔地逾5.25公頃，由8幢大廈組成的佈局非常特別，亦成為不少攝影人士的好去處。

## 屋邨歷史
南山邨因靠近石硤尾的南山村木屋區而得名。南山邨的前身為九龍仔木屋區，東鄰為大坑東徙置區及朱牯仔山。
1952年，九龍仔木屋區發生大火，政府其後在現時南山邨的南面部份及大坑西新邨的位置興建光民村平房區。1961年，光民村第三至五區清拆興建大坑西新邨。1973年，政府收回北面九龍仔木屋區及南面光民村第一及二區的土地，並將居民徙置到白田新區。南山邨1975年開始興建，大部份樓宇採用前屋宇建設委員會標準規格設計，1977年開始入伙，用於安置受大坑東重建計劃影響的居民。現時除了住宅範圍繼續由房委會自行管理，商場和停車場已外分別判予中國海外物業服務及越秀亞通負責管理。

## 屋邨資料
街市上方的平台空地，設兩則舊式兒童遊樂場，而該空地有三面均有大廈圍繞，形成非常特別的景觀，成為近年的熱門拍攝熱點。而邨內的休憩空間有一棵巨樹。從居民口中所知，這棵大樹已屹立該處60多年，但因山竹颱風吹襲倒冧。

### 樓宇
| 樓宇名稱         | 樓宇類型                           | 落成年份 | 層數 | 每層伙數     | 每座單位總數（伙） | 承建商                | 提供升降機服務的廠商 （更換前） | 提供升降機服務的廠商 （更換後） | 期數 |
| ---------------- | ---------------------------------- | -------- | ---- | ------------ | ------------------ | --------------------- | ------------------------------- | ------------------------------- | ---- |
| 南樂樓（第2座）  | 舊長型 （露台相連式）              | 1977年   | 12   | 24（3-12樓） | 240                | 亨利建築 （瑞安建業） | 日立                            | 東芝                            | 1    |
| 南豐樓（第3座）  | 舊長型 （中央走廊式）              | 1977年   | 12   | 34（3-12樓） | 340                | 亨利建築 （瑞安建業） | 日立                            | 東芝                            | 1    |
| 南安樓（第1座）  | 舊長型 （中央走廊式）              | 1977年   | 12   | 34           | 374                | 亨利建築 （瑞安建業） | 日立                            | 東芝                            | 1    |
| 南偉樓（第4座）  | 舊長型 （中央走廊式）              | 1977年   | 12   | 34           | 374                | 亨利建築 （瑞安建業） | 日立                            | 東芝                            | 1    |
| 南明樓（第7座）  | 舊長型 （中央走廊式，連接I）       | 1978年   | 12   | 32           | 352                | 亨利建築 （瑞安建業） | 日立                            | 東芝                            | 1    |
| 南泰樓（第6座）  | 舊長型 （中央走廊式，連接I）       | 1978年   | 12   | 32           | 352                | 亨利建築 （瑞安建業） | 日立                            | 東芝                            | 1    |
| 南堯樓（第8座）  | 舊長型 （中央走廊式，連接C+連接C） | 1978年   | 10   | 60           | 540                | 興記建築              | 富士達                          | 東芝                            | 2    |
| 南逸樓 （第5座） | 舊長型 （中央走廊式，連接I）       | 1979年   | 10   | 60           | 540                | 興記建築              | 富士達                          | 東芝                            | 2    |

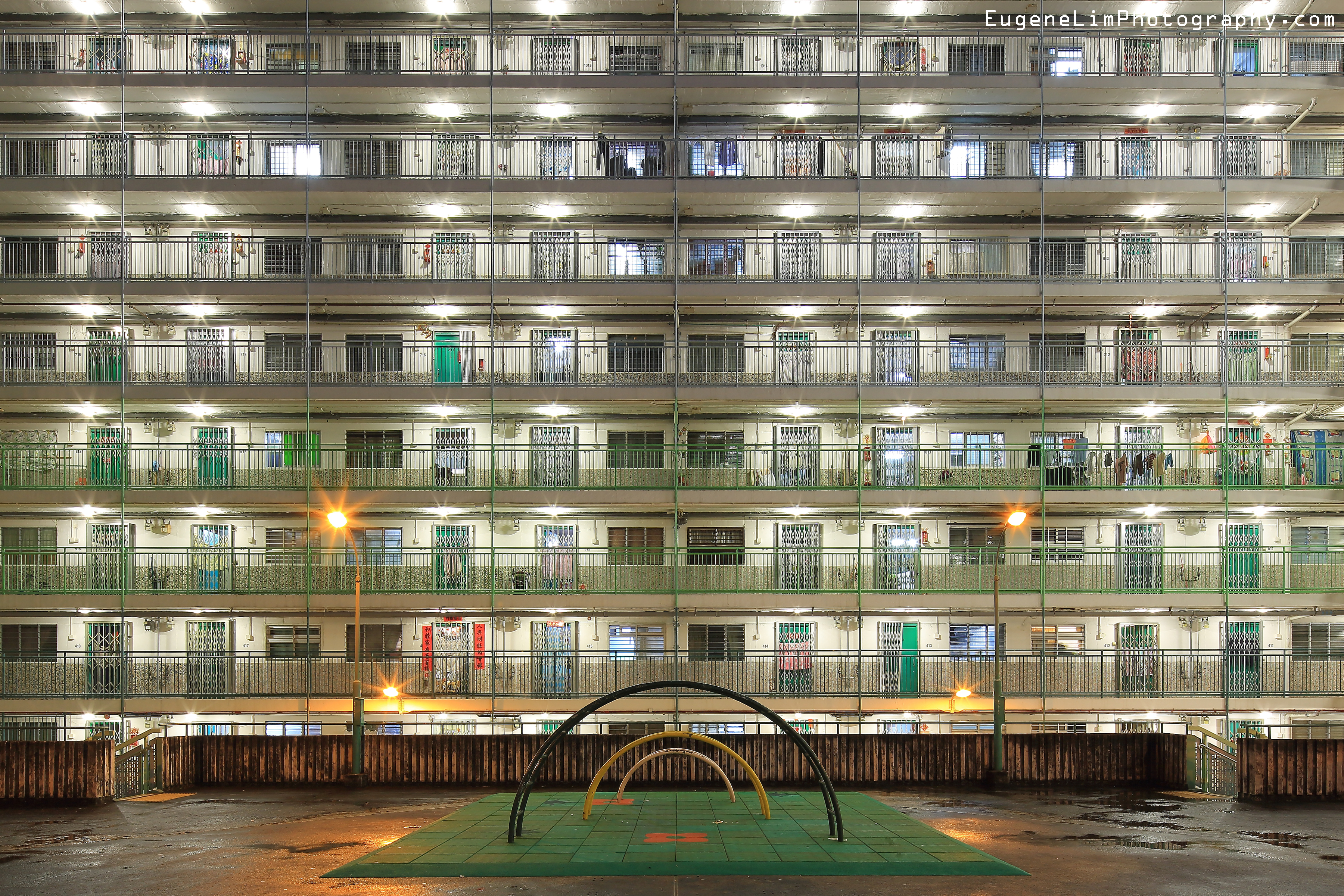
南山街市上蓋的兒童遊樂場成為近年的熱門拍攝熱點

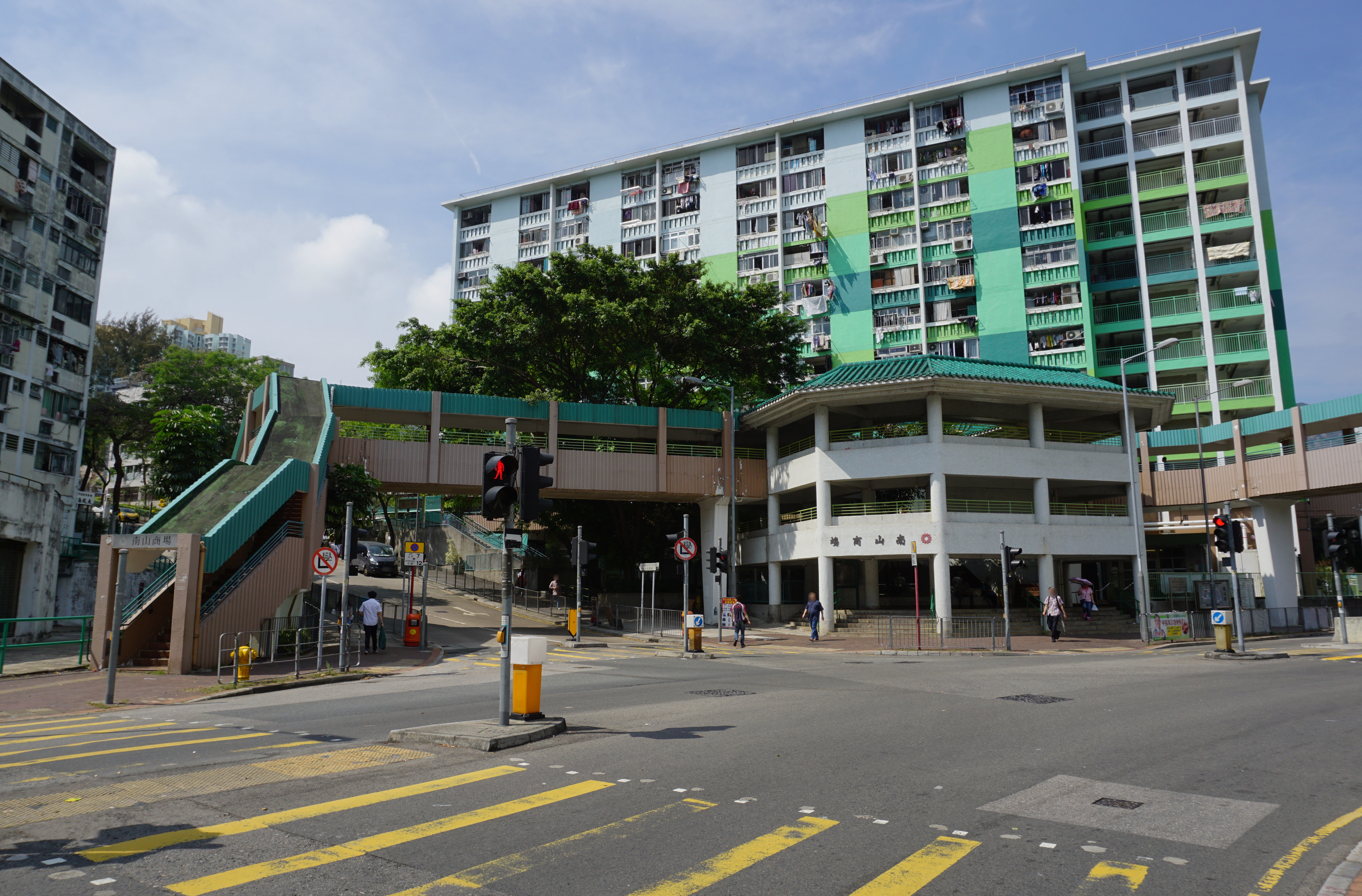
南山商場

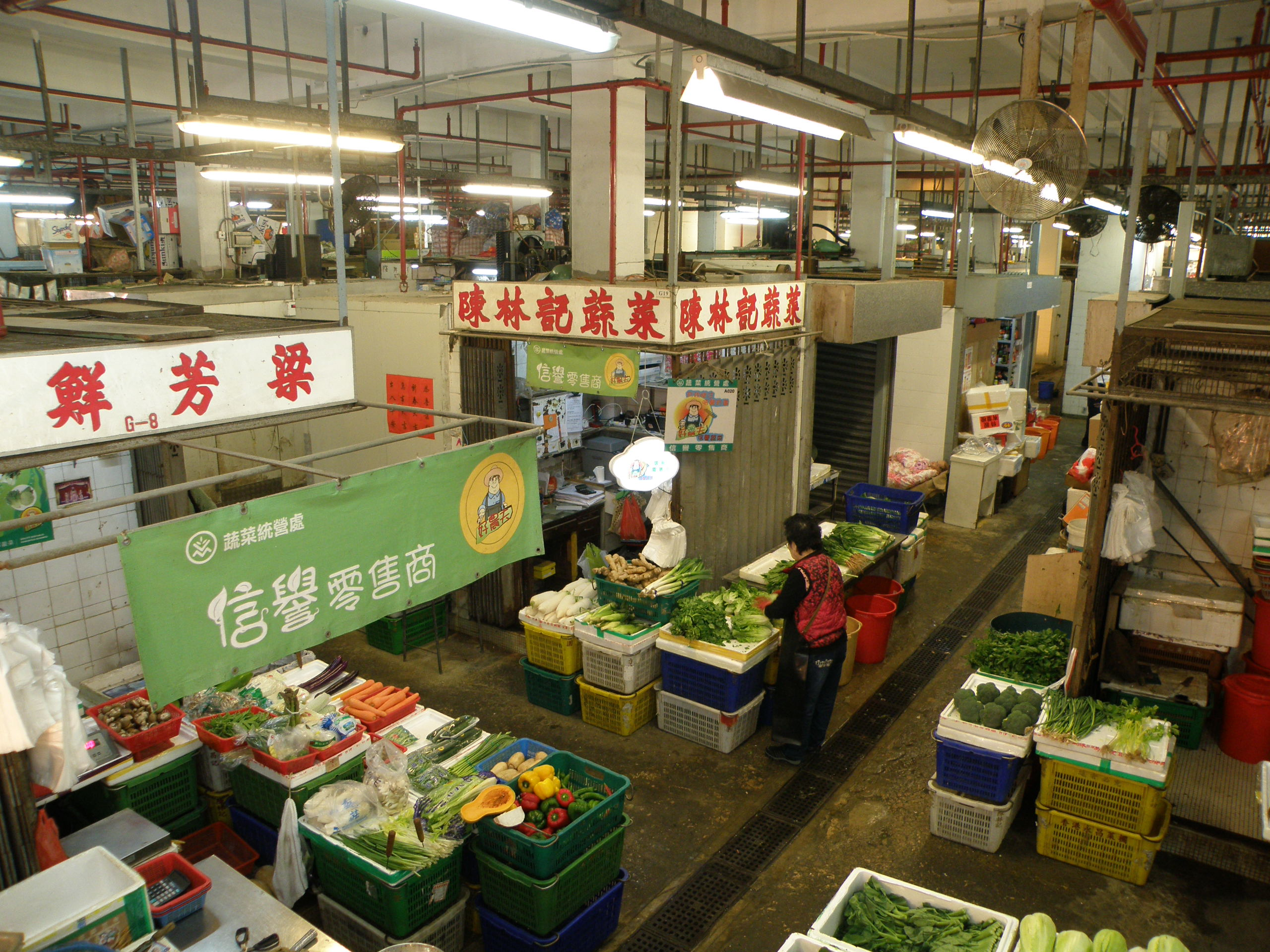
南山街市

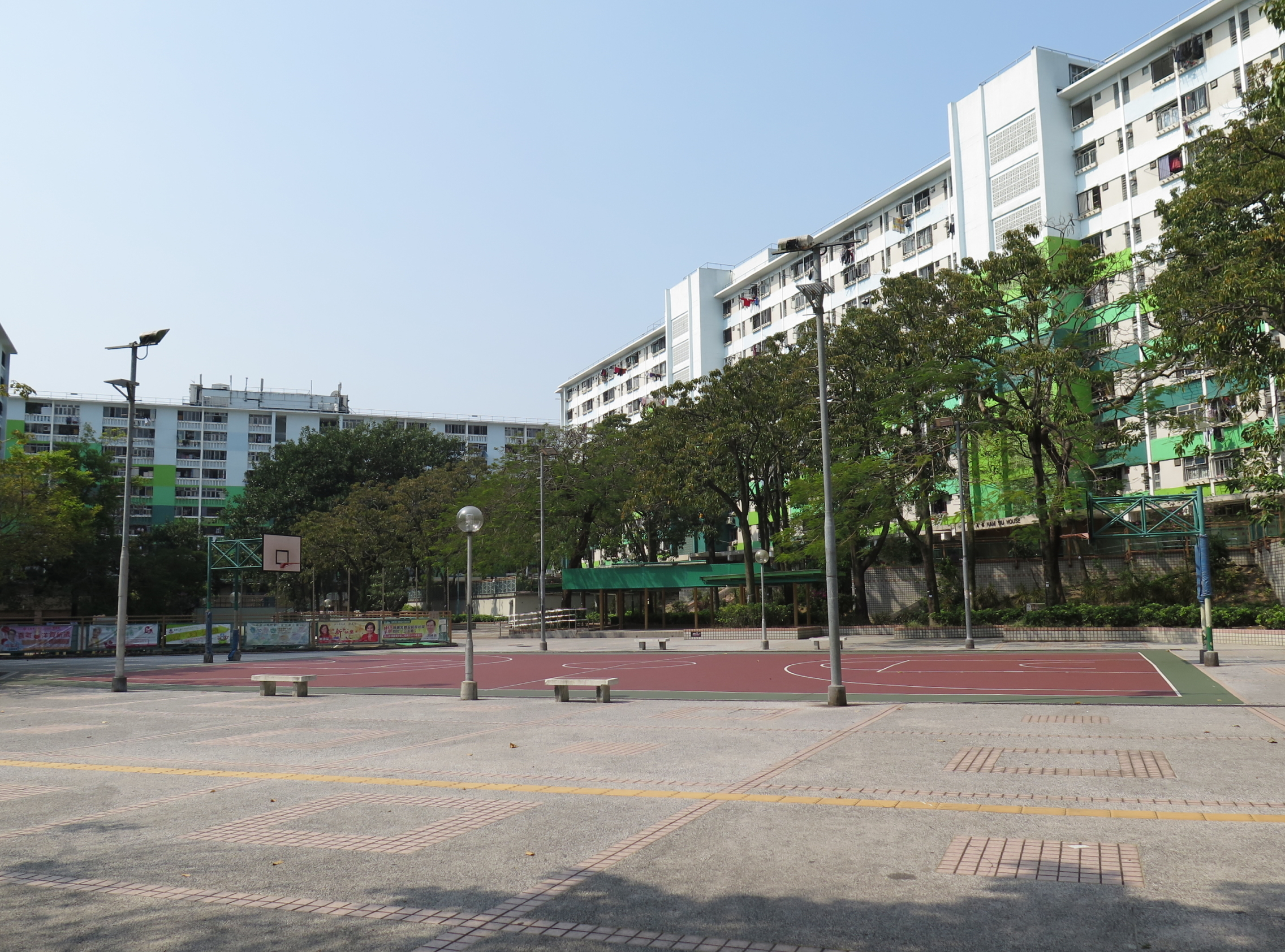
籃球場

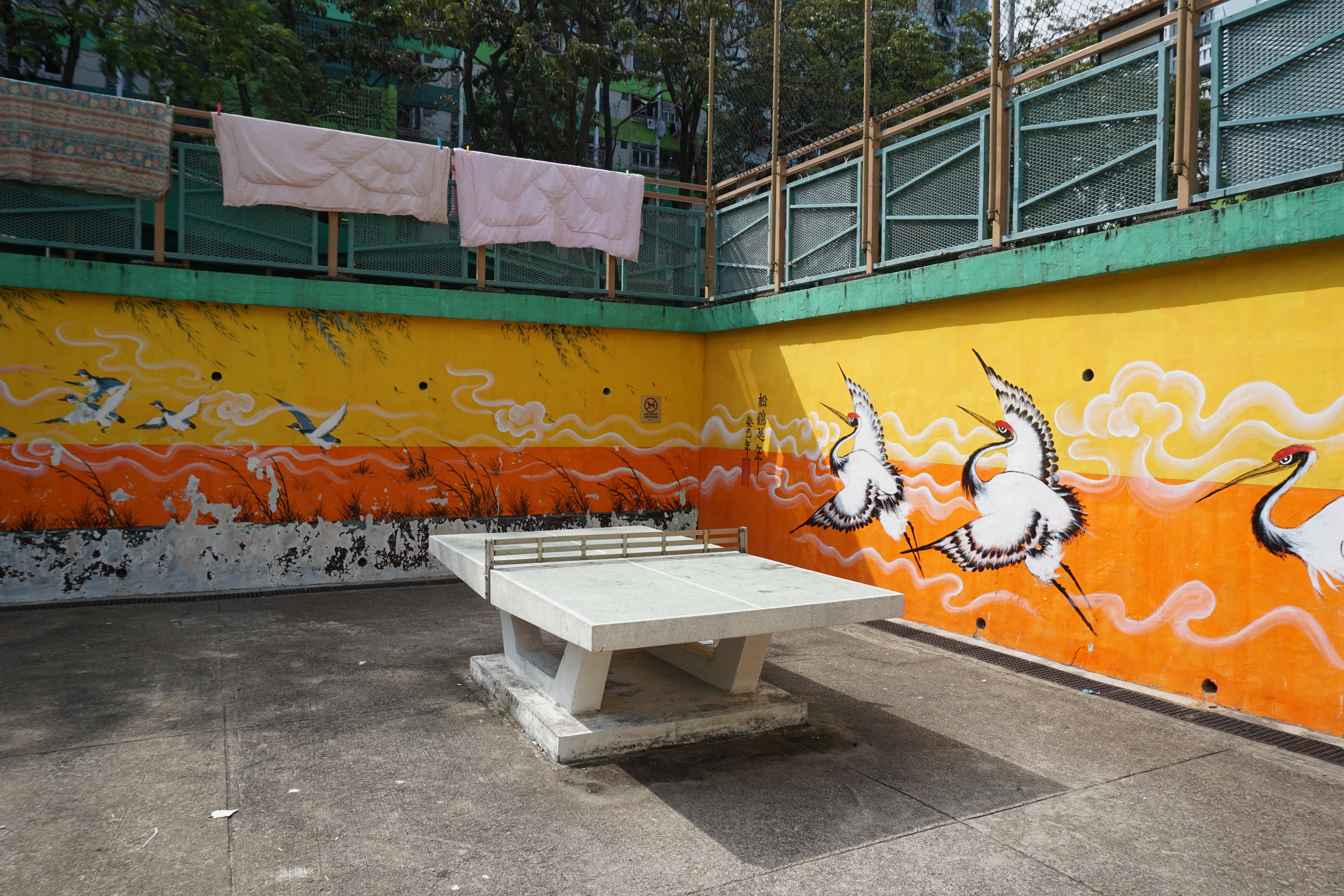
乒乓球檯

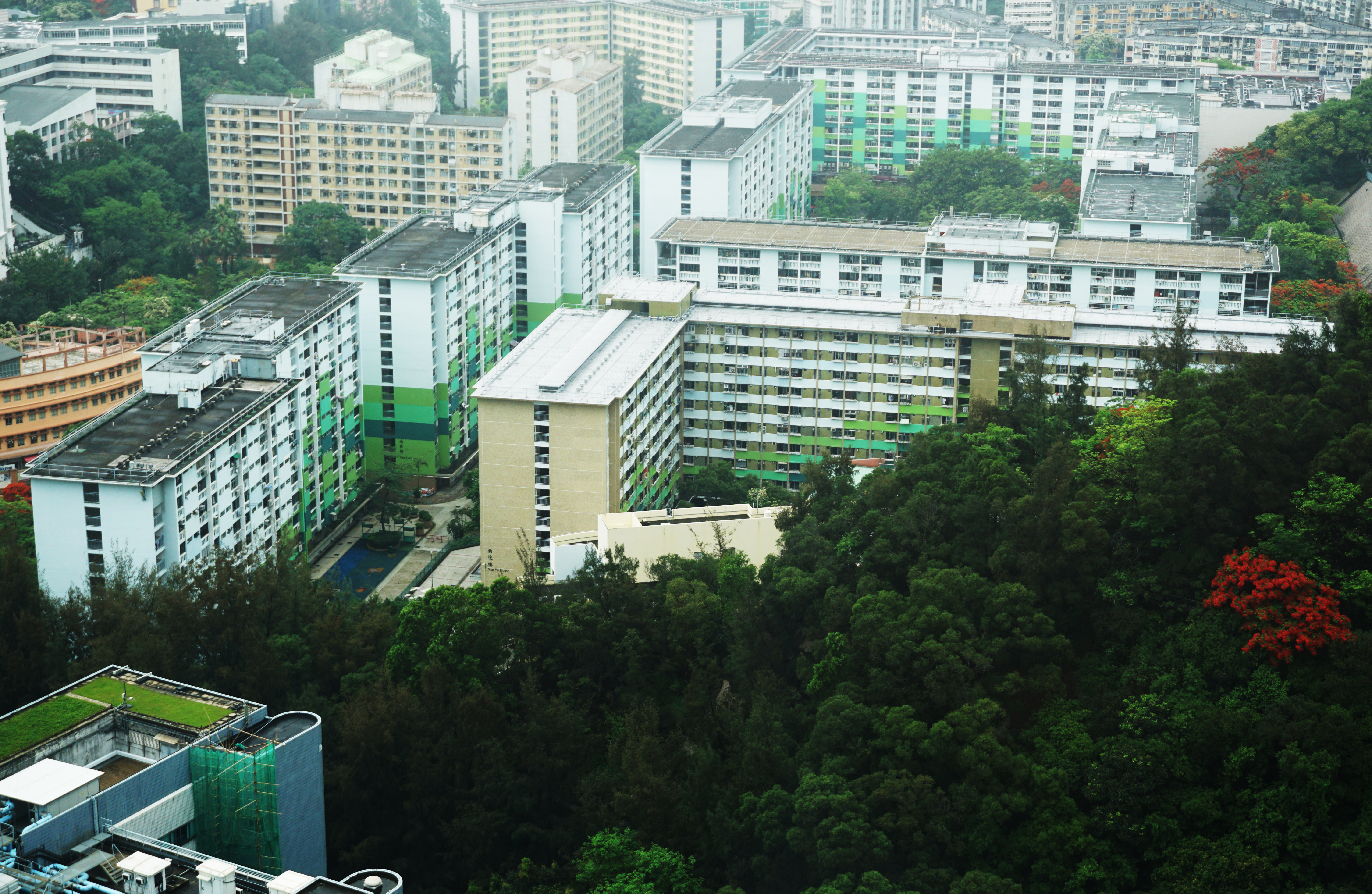
從香港城市大學俯瞰南山邨（2016年5月）

粗體表示該樓宇曾牽涉26座問題公屋醜聞，其混凝土強度未達高層單位20.7MPa或低層單位31MPa的標準（而強度大約只有10.38MPa），但遲至1990年代初才被揭發，由於情況並不嚴重，故此一直未列入「整體重建計劃」。

### 設施及志願機構
- 自助組織發展中心（南逸樓）
- 東華三院群芳啟智特殊學校
- 南山健康院（南堯樓）
- 南山邨街市
- 南山邨商場
- 南山邨停車場
- 大牌檔
- 中國基督教播道會活愛堂（南偉樓）
- 護苗基金（南泰樓）
- 救世軍大坑東長者綜合服務—南泰長者中心（南泰樓）
- 救世軍大坑東長者綜合服務—南明婦女之家（南明樓）
- 平安福音堂南山邨自修室（南安樓）
- 南山區街坊福利會及診所（南安樓）
- 香港弱智人士家長聯會毅行者社區教育中心（南安樓）
- 南山輔助宿舍（南逸樓）
- 香港幼兒教育服務聯會
- 香港風濕病基金會（南偉樓）
- 香港基督教服務處深東樂teen會（南偉樓）

## 圖片集

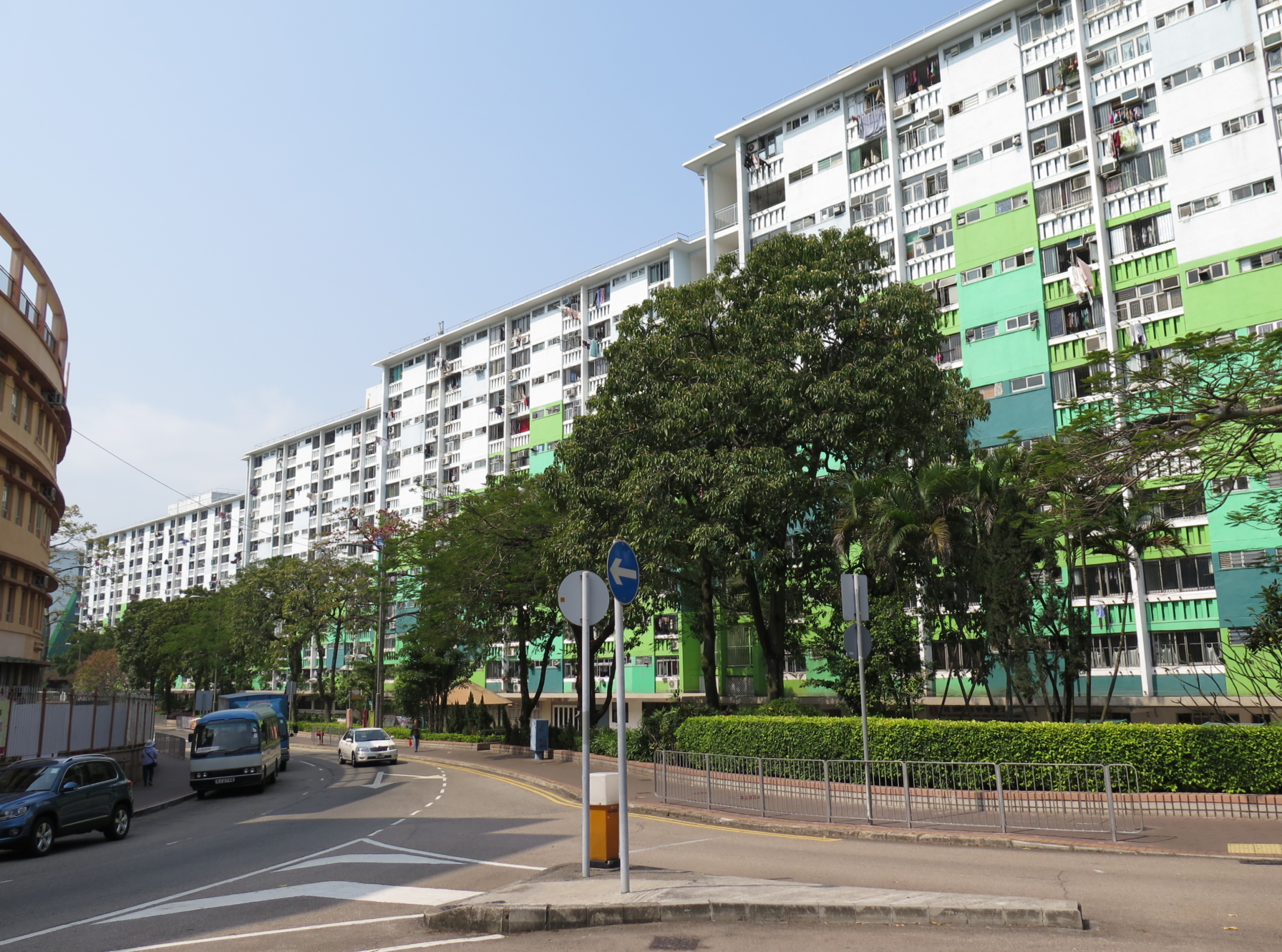
南明樓
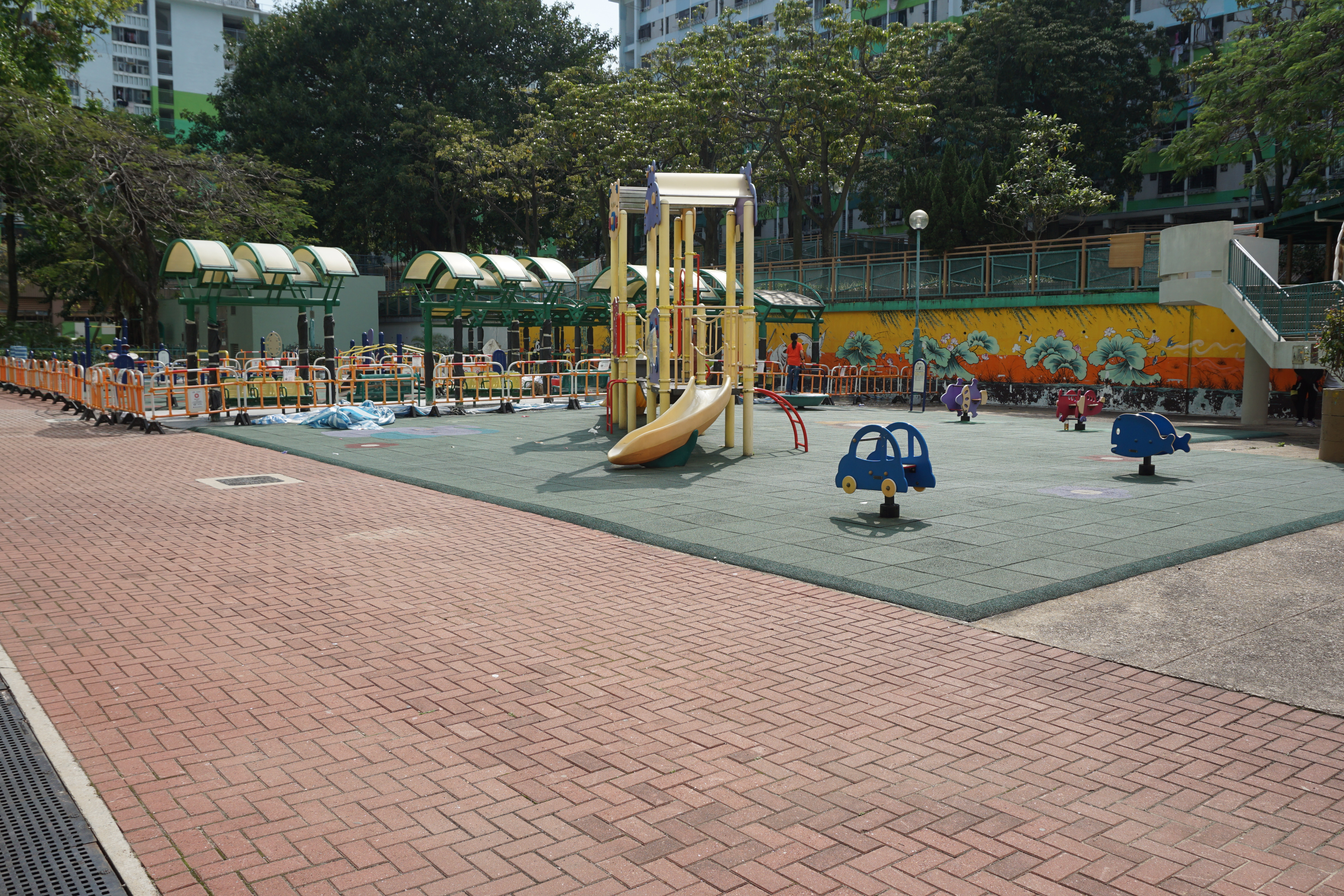
健體區及兒童遊樂場
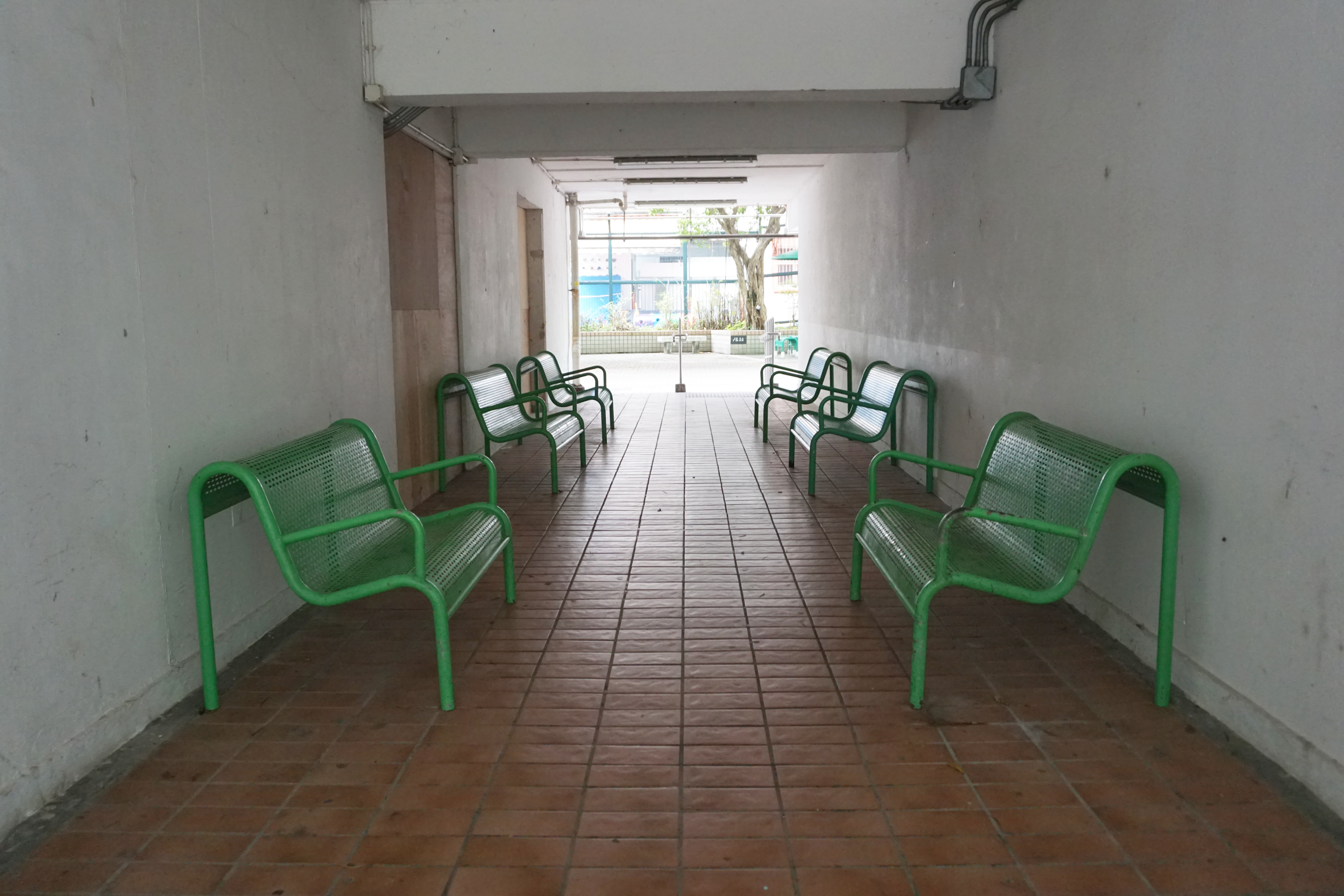
休憩區
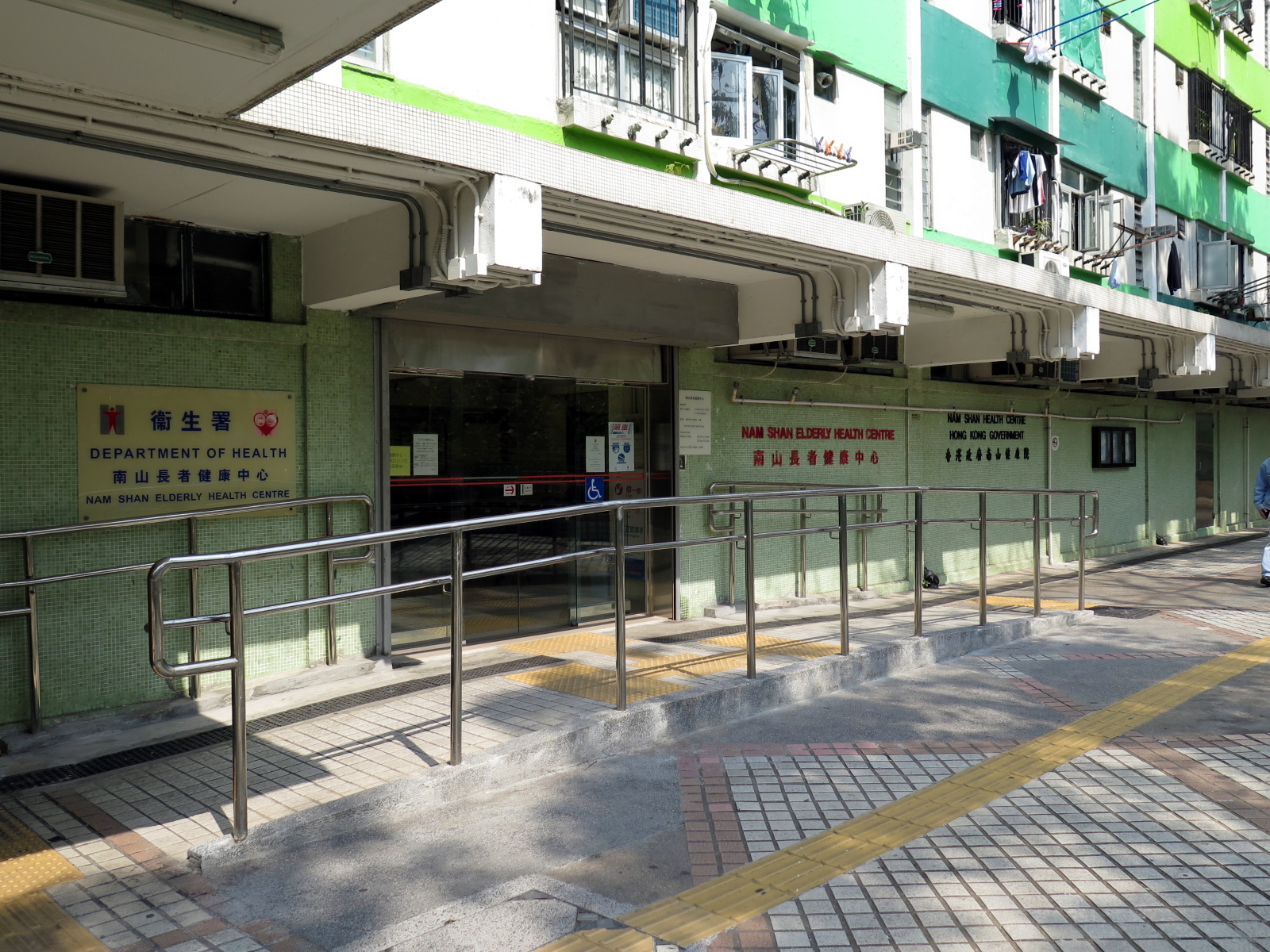
南山長者健康中心

## 外景場地
- 無綫電視劇集《烈火雄心》，《逆天奇案》[10]
- 鍾舒漫 - 改潮玩代 MV

## 外部連結
- 房委會南山邨資料 （页面存档备份，存于）